# Paguristes invisisacculus
Paguristes invisisacculus är en kräftdjursart som beskrevs av McLaughlin och Anthony J. Provenzano, Jr. 1974. Paguristes invisisacculus ingår i släktet Paguristes och familjen Diogenidae. Inga underarter finns listade i Catalogue of Life.